# برايان بليس
برايان بليس (بالإنجليزية: Brian Bliss)‏ هو مدرب كرة قدم ولاعب كرة قدم أمريكي، ولد في 28 سبتمبر 1965 في نيويورك في الولايات المتحدة. شارك مع منتخب الولايات المتحدة لكرة القدم. أما مع النوادي، فقد لعب مع إنيرجي كوتبوس وسبورتينغ كانساس سيتي وكارل زايس يينا وكولومبوس كرو وكيمنتزر ونيويورك ريد بولز.

## وصلات خارجية
- برايان بليس على موقع الاتحاد الدولي (مؤرشف)  (الإنجليزية)
- برايان بليس على موقع قاعدة بيانات كرة القدم.إي يو (الإنجليزية)
- برايان بليس على موقع بيانات كرة القدم. دي إي (الألمانية)
- برايان بليس على موقع ناشيونال فوتبول تيمز (الإنجليزية)
- برايان بليس على موقع عالم كرة القدم.نت (الإنجليزية)
- برايان بليس على موقع أوليمبيديا (الإنجليزية)